# Nephodia cleona
Nephodia cleona là một loài bướm đêm trong họ Geometridae.